# Darracq Type A 25CV
La Type A 25CV era un'autovettura di lusso prodotta dalla casa automobilistica francese Darracq.

## Profilo
La Type A 25CV è stata uno degli ultimi modelli della Darracq nella sua attività autonoma. Si tratta di una limousine a tre luci di chiara ispirazione stilistica americana. Era dotata di un V8 da 4594 cm³ (alesaggio e corsa: 75x130 mm). La trazione era ovviamente posteriore con cambio a 4 marce. Il telaio prevedeva sospensioni anteriori a balestre semiellittiche e posteriori a balestre cantilever.

Riscosse però uno scarso successo a causa dell'elevato prezzo di listino, del consumo anch'esso elevato e della precaria tenuta di strada.

La produzione totale ammontò a circa 500 esemplari, l'ultimo dei quali fu consegnato solo molto tempo dopo l'entrata della Darracq nel gruppo S.T.D. (Sunbeam-Talbot-Darracq).